# Mesa Grande, Aguascalientes
Mesa Grande är en ort i Mexiko.   Den ligger i kommunen Calvillo och delstaten Aguascalientes, i den centrala delen av landet, 500 km nordväst om huvudstaden Mexico City. Mesa Grande ligger 1 774 meter över havet och antalet invånare är 1 149.
Terrängen runt Mesa Grande är kuperad åt sydost, men åt nordväst är den platt. Runt Mesa Grande är det ganska tätbefolkat, med 58 invånare per kvadratkilometer. Närmaste större samhälle är Calvillo, 4,5 km norr om Mesa Grande. I omgivningarna runt Mesa Grande växer huvudsakligen savannskog.